# معركة المصلى (1052)
معركة المصلّى أو موقعة المصلّى عام 1052, هي اشتباك عسكري بين رعايا الدولة الزيرية من أهل القيروان و فرسان بني هلال، سميت هكذا لتواجد مصلى قرب باب تونس موقع المعركة.

## الخلفية
بعد الهزيمة الشنيعة في معركة حيدران، انسحب المعز إلى القيروان، و بدأ باتخاذ الاجرائات لمواجهة العرب، فبعد سبع أيام من عيد الأضحى سمح المعز للناس بنهب الزرع حول القيروان، و في اليوم التالي أجلى أهل المنصورية و استبدلهم بالجند، و في اليوم التالي صارت خيول العرب أقرب ، فأمر المعز جنده أن لا يخرجوا.

## المعركة
عندما وصل العرب، هاجموا القيروان من جهة باب تونس، فخرج الناس للدفاع عن مدينتهم، منهم من حمل سلاحا و منهم من جلب عصا لا تدفع حتى أضعف الكلاب، الا أن فرسان العرب كانوا متفوقين بسيوفهم و رماحهم، فتساقط أهل القيروان، و لم يعش الا من حصنه أجله، و لم يترك الأعراب على أحد شيئا يستره.

## العواقب
و بعد المعركة خرج أهل القتلى و أخذوا قتلاهم و أقاموا النوائح و النوادب، و هكذا يصف ابن شرف الأجواء "وبقي خلق من الغرباء في المقتلة ، وجُرحَ من الناس خلق كثير ، ورأى الناس ما أذهلهم من قبيح تلك الجراحات ، فتفتتت الأكباد وذابت القلوب والأجساد ، لبنيات قد سَوَّدن وجوههن وحَلَقْنَ رؤوسهن على أبائهن وإخوانهن . فكان هذا يوم مصائب وأنكاد ونوائب . ولم ير الناس مثله في سائر الأمصار، فيما مضى من الأعصار وبات الناس في هم وغم" و هكذا ذُكرت في البيان "أقبلت العرب حتى نزلت على القيروان ، ووقعت الحرب هنالك ، فقُتل بين رقادة والمنصورية خلق كثير", و استمر عدوان العرب على القيروان حتى دخلوها عام 1057.